# وست لانگویو (واشینگتن)
وست لانگویو (به انگلیسی: West Longview) یک منطقهٔ مسکونی در ایالات متحده آمریکا است که در شهرستان کائولیتز، واشینگتن واقع شده‌است. وست لانگویو ۴٫۱ کیلومتر مربع مساحت و ۲٬۸۸۲ نفر جمعیت دارد و ۲٫۱۳ متر بالاتر از سطح دریا واقع شده‌است.